# Soledad Alvear

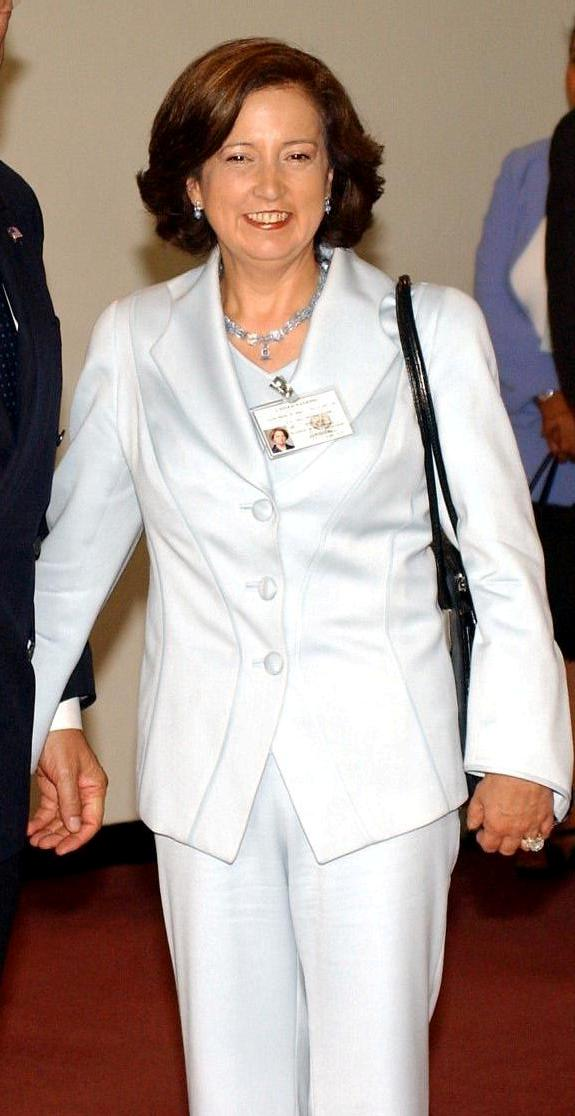
Soledad Alvear

María Soledad Alvear Valenzuela (* 17. September 1950 in Santiago de Chile) ist eine chilenische Juristin und Politikerin. Derzeit ist sie Senatorin der Republik Chile und Vorsitzende der Christdemokratischen Partei Chiles. Sie war die erste Außenministerin Chiles und in der Auswahl für die Kandidatur zu der Präsidentschaftswahl 2005/2006.

## Biografie
Soledad Alvear wuchs in Puente Alto auf. Ihr Vater, Ernesto Alvear, war als Sportfunktionär einer der Organisatoren der Fußball-Weltmeisterschaft 1962. Soledad Alvear besuchte zunächst das Liceo Nº1 de Niñas und studierte anschließend an der Fakultät für Rechtswissenschaft der Universidad de Chile. Während der Studienzeit war sie Mitglied der Kommission zur Auswahl von Professoren für die Rechtswissenschaften. Damit begann ihre politische Laufbahn, nachdem sie schon mit 17 Jahren in die Jugendorganisation der Christdemokraten eingetreten war. Sie schloss das Studium 1972 mit Auszeichnung ab, kehrte jedoch bald als Dozentin für Zivilrecht an die Universität zurück. Soledad Alvear ist seit 1973 mit Gutenberg Martínez verheiratet, wie sie Jurist und Politiker der Christdemokraten.

## Politische Laufbahn
Anlässlich des Nationalen Referendums über die Fortsetzung der Regierung Pinochet engagierte sich Soledad Alvear 1988 unter Führung Patricio Aylwins für die Campaña del No. Von 1991 bis 1994 war sie in der Regierung Aylwin Staatsministerin und Direktorin des neu gegründeten Servicio Nacional de la Mujer (SERNAM). Danach übernahm sie das Justizministerium, das sie bis Ende 1999 innehatte. Anschließend war sie im zweiten Wahlgang als Wahlkampfleiterin für die Kampagne des damaligen Leiters des Mitte-links-Bündnisses, Ricardo Lagos, verantwortlich. 
Nach dem Sieg von Lagos über den Kandidaten der Alianza por Chile, Joaquín Lavín, wurde sie als erste Frau chilenische Außenministerin. Sie hatte das Amt mehr als vier Jahre lang inne. Zu ihren größten Erfolgen zählten der Abschluss von Freihandelsverträgen mit den Vereinigten Staaten, Südkorea und der Europäischen Union, die Entsendung einer Friedensmission nach Haiti sowie die aktive Rolle Chiles als nichtständiges Mitglied im UN-Sicherheitsrat, wo sie gegen einen Angriff der Vereinigten Staaten auf den Irak stimmte. 
Soledad Alvear gab das Amt der Außenministerin im September 2004 auf, um sich als Kandidatin der Christdemokraten für das Präsidentenamt aufstellen lassen zu können. Zur selben Zeit legte auch Michelle Bachelet, die damalige Verteidigungsministerin, ihr Amt nieder und bewarb sich um die Kandidatur für den Block aus PS-PPD-PRSD. Alvear setzte sich bei der Abstimmung der Parteimitglieder im Januar 2005 als Kandidatin der Christdemokraten durch. Das Mitte-links-Bündnis hatte sich auf die Durchführung von Vorwahlen geeinigt, um einen gemeinsamen Kandidaten zu finden. Der große Vorsprung Bachelets vor Alvear in verschiedenen Umfragen, der Eintritt Sebastián Piñeras in den Wahlkampf und die geringe Unterstützung durch Teile ihrer eigenen Parteiführung veranlassten sie jedoch, ihre Kandidatur am 24. Mai 2005 zurückzuziehen. Damit wurde der Weg für Michelle Bachelet frei, die schließlich zur Präsidentin gewählt wurde. Im Juni 2005 erklärte Alvear ihre Kandidatur zum chilenischen Senat für den Wahlkreis Santiago-Ost. Bei den Parlamentswahlen 2005 erzielte sie mit 43,6 % der Stimmen das landesweit beste Ergebnis.
Als Anführerin der „Dissidenten“ an der Parteispitze beschloss Alvear, sich als Kandidatin für die Führung der Partido Demócrata Christiano zu bewerben. Am 30. April 2006 gewann sie die Abstimmung mit 68 % der abgegebenen Stimmen. Seit dem 8. Mai 2006 ist Soledad Alvear die erste Vorsitzende der chilenischen Christdemokraten. 